# 娘热沟
娘热沟，位于西藏自治区拉萨市城关区娘热乡境内。

## 简介
娘热沟距拉萨市中心约7公里。自西藏军区总医院大门前20米处向左拐，沿进入娘热村的柏油路一直向山沟里走，便进入了娘热沟。娘热沟是拉萨市近郊的生态景观区，有谷沟、田园、村落，保留有农耕文化以及藏戏文化。娘热沟有色拉寺、帕邦喀、曲桑贡巴等景点，还有娘热沟民俗风情园。21世纪初，经人民政府扶持，此地已设有公交站点，交通获得改善。
娘热沟民俗风情园内的景点很多，主要景点有：
- 甲米曲固：从娘热沟里引出的水流过该园。园内设有三座水磨坊，其中最知名者是已被评为国家级文化遗产的“甲米曲固”。这座水磨坊曾是布达拉宫的专用水磨房，如今已成为民俗风情园的组成部分，但平时仍让娘热村的民众用来磨糌粑。水磨房院子内的墙壁上绘有一幅壁画，讲述传说中藏人祖先猴女变成人，并用青稞养育后代，以及农民收获青稞的过程。[2]
- 博物馆：风情园内有多座展览馆，展示西藏民俗及传统。这些博物馆包括“甲米曲固”，藏文书法博物馆、民俗手工艺展销园、藏医藏药展览馆。藏文书法博物馆展示象雄文字以及从7世纪至今的80余种藏文书写字体。民俗手工艺品展销园展示西藏传统农具。藏医藏药展览馆墙上挂满医学唐卡，其中包括藏医祖师云丹贡布的《四部医典》唐卡。[2]

根据规划，娘热沟将被打造为“一轴”、“一区”、“两村”的发展模式。“ 一轴”指娘热曲生态景观轴，这是指在娘热沟的曲水磨花溪开发三处旅游景点：糌粑水磨群、十里桃花溪、三大滨水林卡。“一区”指娘热农业休闲园区，即在该园区的入口区以及南部靠山的农田兴建青稞农场，在娘热曲北侧的农田兴建藏药本草园，在中部的农田区兴建格桑花海。“两村”指桑邓藏村、欠囊藏村。